# Incendio en el MGM Grand

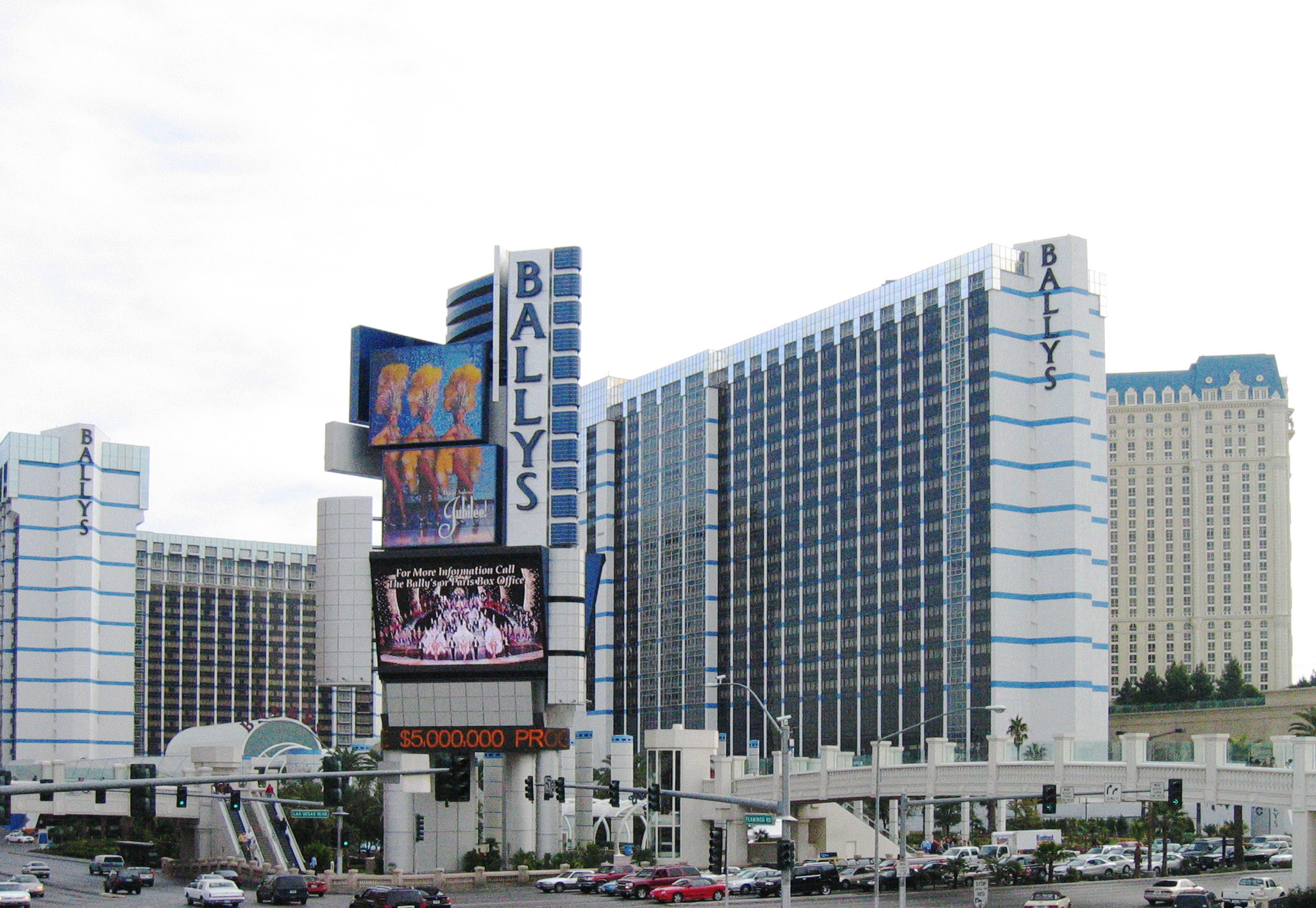
Bally's Las Vegas

El gran incendio del MGM Grand fue un incendio que ocurrió en el otoño de 1980 en el MGM Grand Hotel and Casino (ahora conocido como Bally's Las Vegas) en Las Vegas, Nevada, EE. UU., matando a 85 personas, la mayoría por inhalaciones de humo. Hasta el momento es el peor desastre en la historia de Nevada, y el segundo peor incendio de hotel en la historia moderna de Estados Unidos, después del gran incendio en el hotel Winecoff que mató a 119 personas.
Durante el incendio, aproximadamente 5.000 personas estuvieron dentro del lujoso el hotel y casino de 26 pisos con más de 2.000 habitaciones. Justo después de las 7:00 de la mañana del viernes 21 de noviembre de 1980, un incendio se desató en el restaurante Deli. El humo y el fuego se propagaron por todo el edificio, matando a 85 personas e hiriendo a 650, incluyendo a huéspedes, empleados y 14 bomberos. Aunque el fuego dañó gravemente la segunda planta del casino y los restaurantes adyacentes, la mayoría de las personas murió por causas de inhalación de humo en los últimos pisos del hotel. Las aberturas verticales (de elevadores y escaleras) produjeron que el humo se esparciera por todo el edificio como una chimenea.

## Causas
El incendio fue causado por un fallo eléctrico dentro de un plafón. El cableado dentro de la pared era usado para la refrigeración de las neveras y mantenedores de comida del restaurante Deli. La vibración de la máquina causó que los cables se rompieran, provocando una fricción entre los cables que desató un incendio, que fue detectado horas después por los empleados del hotel. El incendio también se propagó por todo el "lobby", el fuego se propagó muy rápido debido al papel tapiz, tubos de PVC, pega, y espejos de plásticos. El material incinerado creó unos gases tóxicos y humo, lo que causó la mayoría de las muertes. 
Debido a amortiguadores defectuosos de humo dentro de los conductos de ventilación, los gases tóxicos circularon por todo el sistema de circulación del hotel, acelerando la contaminación del aire. 
La mayoría de los muertos fueron encontrados en las escaleras, donde las puertas de emergencias se encontraban cerradas. Las víctimas murieron por las inhalaciones de humo. Los bomberos encontraron varias personas tomándose de las manos, incluyendo al menos una familia. Una mujer fue encontrada cerca de un elevador; el botón del ascensor estaba lleno de hollín, debido a que la occisa trató de marcarlo y bajar, pero quedó inconsciente. 
El incendio fue contenido en las áreas del casino y restaurantes. El hotel fue equipado después con un sistema de detectores de humo e incendio y ayudarían a mantener el fuego en caso de que se desatara otro incendio. Según varios estudios de NFPA, llegó a la conclusión de que los fallecidos no mostraron ningún comportamiento de pánico. Sin embargo, muchos de los cuerpos fueron encontrados muy serenos y calmados. Algunos ejemplos vistos durante el incendio fue al encontrar toallas húmedas bajo las rendijas de las puertas y avisar a los otros huéspedes del hotel, algunos ofrecieron refugio en sus habitaciones y al mismo tiempo usaron toallas mojadas en sus caras para no respirar el humo tóxico.

## Causas al desastre
Los restaurantes y el casino no estuvieron protegidos con detectores de incendios porque estaban exentos de normas que requerían rociadores contra incendios en las zonas ocupadas las 24 horas del día. Los inspectores de edificios del condado de Clark concedieron la exención —a pesar de la oposición del jefe de bomberos— alegando que el fuego podría fácilmente ser detectados por los trabajadores y extinguido con los extintores de incendio. En el momento del incendio, el área cesó el operamiento de 24 horas y fue cerrado y desocupado cuando el incendio se desató. 
El sistema de alarma del hotel fue activado manualmente y debido a que no había interruptores manuales en el área de casino y restaurantes, ninguna alarma fue activada. Eventualmente, el daño total provocado por el siniestro cobra un total de 223 millones de dólares, que fueron pagados para resolver los pleitos relacionados con el desastre.

## Consecuencias
El hotel fue reparado y mejorado, al incluir nuevos detectores de humo e incendio y alarmas automáticas de incendios en toda la propiedad; luego el hotel fue vendido a Bally's Entertainment, la cual cambió de nombre a "Bally's Las Vegas". El actual MGM Grand hotel-casino fue construido a una milla al sur de la esquina noreste de Las Vegas Boulevard y Tropicana Avenue.